# 2007 SMTOWN Summer Concert
《2007 SMTOWN Summer Concert》는 SM 엔터테인먼트 소속 가수들의 첫 번째 합동 콘서트 투어이다.

## 라인업
- 천상지희 더 그레이스
- 솔로가수(강타, 장리인)
- 슈퍼주니어[1]
  - (이특, 희철, 예성, 강인, 신동, 성민, 은혁, 동해, 시원, 려욱, 기범)
- 동방신기(최강창민, 유노윤호)

## 일정
| 날짜            | 도시 | 국가     | 장소             | 관객 동원     |
| --------------- | ---- | -------- | ---------------- | ------------- |
| 2007년 6월 23일 | 부산 | 대한민국 | BEXCO            | 7,000명       |
| 2007년 6월 30일 | 서울 | 대한민국 | 올림픽체조경기장 | 통산 24,000명 |
| 2007년 7월 1일  | 서울 | 대한민국 | 올림픽체조경기장 | 통산 24,000명 |
| 2007년 7월 7일  | 대구 | 대한민국 | 대구월드컵경기장 | 10,000명      |

## 각 공연별 세트리스트
- Opening VCR -
- 북극성 (강타)

- Ment (강타) -
- Now & Forever[2](강타)
- 스물 셋 + The Best (강타)
- Timeless (시아준수 & 장리인)

- Ment (시아준수 & 장리인) -
- 연인이여 (장리인)
- Y (Why...) (장리인)

- VCR #2 -
- The Club (천상지희 더 그레이스)
- 부메랑 (천상지희 더 그레이스)

- Ment (천상지희 더 그레이스) -
- 열정 (My Everything) (천상지희 더 그레이스)
- 女友 (그녀들의 수다) (천상지희 더 그레이스)

- Ment (천상지희 더 그레이스) -
- 한번 더, OK? (천상지희 더 그레이스)

- VCR #3 -
- U_Rearranged (슈퍼주니어)

- Ment (슈퍼주니어) -
- 로꾸거!!! (슈퍼주니어-T)
- 나 같은건 없는건가요 (Don't Go Away) (슈퍼주니어-T)
- Dancing Out (슈퍼주니어)

- Ment (슈퍼주니어) -
- Miracle (슈퍼주니어)

- Ment (슈퍼주니어) -
- Twins (Knock Out) (슈퍼주니어)

- Ment (슈퍼주니어) -
- 행복 (Full Of Happiness) (슈퍼주니어)

- VCR #4 -
- Rising Sun (순수) (동방신기)

- Ment (동방신기) -
- 하루달 (동방신기)
- 세상에 단 하나뿐인 마음 (You're My Miracle) (동방신기)

- Ment (동방신기) -
- The Way U Are (동방신기)
- "O"-正.反.合. (동방신기)

- Ment (동방신기) -
- 풍선 (Balloons) (동방신기)
- Hug (포옹)_Rearranged (동방신기)
- 여행을 떠나요 (SM TOWN 단체)

## 제작
- 주최 : SM 엔터테인먼트
- 주관 : 벤드빌리스, 엔이알 엔터테인먼트
- 후원 : 티켓링크